# Hyllus nossibeensis
Hyllus nossibeensis är en spindelart som beskrevs av Embrik Strand 1907. Hyllus nossibeensis ingår i släktet Hyllus och familjen hoppspindlar. Inga underarter finns listade i Catalogue of Life.